# Luca Szűcs
Luca Szűcs (Budapest, 20 de septiembre de 2002) es una deportista húngara que compite en esgrima, especialista en la modalidad de sable.
Ganó tres medallas en el Campeonato Mundial de Esgrima entre los años 2022 y 2025. En los Juegos Europeos de Cracovia 2023 consiguió una medalla de bronce en la prueba por equipos.
Participó en los Juegos Olímpicos de París 2024, ocupando el sexto lugar por equipos y el séptimo en la prueba individual.

## Palmarés internacional
| Campeonato Mundial | Campeonato Mundial | Campeonato Mundial | Campeonato Mundial |
| Año                | Lugar              | Medalla            | Prueba             |
| ------------------ | ------------------ | ------------------ | ------------------ |
| 2022               | El Cairo (Egipto)  | Medalla de oro     | Sable por equipos  |
| 2023               | Milán (Italia)     | Medalla de oro     | Sable por equipos  |
| 2025               | Tiflis (Georgia)   | Medalla de bronce  | Sable por equipos  |
| Juegos Europeos    |                    |                    |                    |
| Año                | Lugar              | Medalla            | Prueba             |
| 2023               | Cracovia (Polonia) | Medalla de bronce  | Sable por equipos  |